# Pasieki (Lublin)
Pour les articles homonymes, voir Pasieki.
Pasieki (prononciation [paˈɕeki]) est un village de la gmina de Tomaszów Lubelski, du powiat de Tomaszów Lubelski, dans la voïvodie de Lublin, situé dans le sud-est de la Pologne.
Il se situe à environ 6 kilomètres à l'ouest de Tomaszów Lubelski (siège de la gmina et du powiat) et 106 kilomètres au sud-est de Lublin (capitale de la voïvodie).

## Administration
De 1975 à 1998, le village était attaché administrativement à l'ancienne voïvodie de Zamość.

Depuis 1999, il fait partie de la nouvelle voïvodie de Lublin.